# Захаров, Пётр Петрович
Пётр Петрович Захаров (26 сентября 1892, с. Людиново, Калужская губерния — 1967) — советский государственный и партийный деятель. С 1910 эсер-максималист, с января 1913 член РСДРП, большевик, член ВЦИК XIII созыва (1927—1929).

Могила Захарова на Новодевичьем кладбище Москвы.

## Биография
Родился 26 сентября (по другим сведениям 25 сентября) 1982 года с. Людиново, Калужская губерния. Родился 26 сентября (по другим сведениям 25 сентября) 1982 года с. Людиново, Калужская губерния. Из семьи потомственного рабочего Людиновского завода (отец, рабочий машинист, умер в 1909 году), мать была домохозяйкой (умерла в 1924 году).
С февраля 1907 по май 1912 года - слесарь Людиновского машиностроительного завода.
С 1910 эсер-максималист
С мая 1912 по январь 1913 года - заключённый в тюрьме, осуждён за подстрекательство к бунту, по другим сведениям за выпуск прокламаций.
С 1913 член РСДРП, большевик.
С января 1913 по февраль 1914 года - слесарь Людиновского машиностроительного завода.
С февраля 1914 по август 1914 года - слесарь машиностроительного завода "Паля", г. Санкт-Петербург.
С августа 1914 по январь 1915 года - слесарь станкостроительного завода "Струк", г. Санкт-Петербург.
С января 1915 по сентябрь 1916 года - слесарь телефонного завода "Эриксон", г. Санкт-Петербург.
С сентября 1916 по февраль 1917 года - заключённый в тюрьме, г. Санкт-Петербург, осуждён за подстрекательство к бунту и изготовление прокламаций.
С февраля 1917 по декабрь 1918 года - Председатель совета рабочих депутатов, пос. Людиновка.
С января 1919 по декабря 1919 - Председатель уездного исполнительного комитета, г. Жиздра.
С декабря 1919 по август 1920 - Заместитель председателя Губерноского совета народного хозяйства, г. Новониколаевск.
С августа 1920 по февраля 1922 - Председатель уездного исполнительного комитета, г. Жиздра.
С февраля 1922 по август 1922 - Уполномоченный ЦК помощи голодающим, г. Актюбинск.
С августа 1922 по ноябрь 1923 - Председатель уездного исполнительного комитета, г. Севск.
С ноября 1923 по ноябрь 1925 - Начальник отдела местного хозяйства, г. Брянск.
С ноября 1925 по август 1929 - Председатель окружного исполнительного комитета, г. Томск.
С августа 1929 по февраль 1931 - Слушатель курсов Марксизма-Ленинизма при ЦК ВКП(б), г. Москва
С марта 1932 по май 1933 - Начальник сектора снабжения Комитета заготовок при СНК СССР, г. Москва.
С мая 1933 по январь 1935 - Начальник политотдела Ястребоского ММС, г. Ястребовка Старооскольского района, Курская область.
С 1914 в Петрограде. В октябре 1916 за революционную деятельность на Путиловском заводе арестован и помещен в «Кресты». Освобожден после Февральской революции, вернулся в Людиново.
Был избран делегатом VI съезда РСДРП(б) (август 1917), но на съезд прибыть не смог. Участвовал в работе Учредительного собрания по большевистскому списку. С мая 1918 председатель Жиздринского уездного Совета, также возглавлял партийную организацию.
В 1919—1921 на партийной работе в Сибири. В 1921—1922 уполномоченный по оказанию помощи голодающим в Актюбинской области.
В 1923—1925 председатель Севского уездного исполкома, затем председатель Брянского губернского совнархоза.

Фото 1920-х гг.

11.1925 — 3.7.1929 председатель Томского окружного исполкома (Сибирский край). В последующие годы, вероятно, находился на партийной учёбе.
В 1933—1936 начальник политотдела МТС в Курской области. В 1936—1937 председатель Белгородского исполкома.
Последняя занимаемая должность — управляющий трестом производственных предприятий жилищного отдела Моссовета.
С 1957 на пенсии.
Делегат X, XII, XIII и XV съездов партии, I, II, III и IV Всесоюзных съездов Советов. Избирался членом ВЦИК XIII созыва (1927—1929).
Пётр Петрович Захаров — первый почетный гражданин города Людиново, где его именем названа улица.